# Iwaki (Vulkan)
Der Iwaki (jap. 岩木山, Iwaki-san), auch: Tsugaru Fuji (津軽富士), ist ein Stratovulkan in Hirosaki und Ajigasawa in der japanischen Präfektur Aomori.
Der Berg steht frei am Rand der Tsugaru-Ebene und befindet sich inmitten des Tsugaru-Quasinationalparks. Er gehört zu den aktiven Vulkanen auf der Insel Honshū.
Der Hauptkrater hat einen Durchmesser von zirka zwei Kilometern. In ihm hat sich ein Lavadom gebildet, der von sechs kleinen Explosionskratern umgeben ist. Drei weitere Lavadome befinden sich am West- und Südhang des Vulkans.
In historischer Zeit ist der Vulkan mehrfach ausgebrochen, zuletzt 1863. Meist handelte es sich um kleine bis mäßige phreatische Explosionen. Heiße Dämpfe wurden noch 1986 beobachtet. Zudem finden sich am Fuße des Berges zahlreiche heiße Quellen (Onsen).

## Erschließung
Der Vulkan ist touristisch erschlossen. Von der nahegelegenen Stadt Hirosaki kann man mit dem Bus zu einer Seilbahn fahren, die Touristen fast zum Gipfel bringt, zu dem es noch zirka 45 Minuten Fußmarsch sind.
Am Berg finden sich zahlreiche Schreine und Tempel, wie der Iwaki-yama-jinja (岩木山神社). Die Gegend um den Vulkan ist bekannt für ihre Apfelproduktion und die Präfektur ist der größte Apfelproduzent Japans.

## Historisches
Als der Berg 1805 von Adam Johann von Krusenstern kartographiert wurde, nannte er ihn Pik Tilesius nach dem deutschen Schiffsarzt Wilhelm Gottlieb Tilesius von Tilenau.